# ATC (Band)
ATC (A Touch of Class) ist eine Eurodance/Pop-Band aus Deutschland. Sie sind vor allem bekannt für die Eurodance Klassiker Around the World und My Heart Beats Like a Drum. Die Band bestand in der Originalbesetzung von 1998 bis 2003. Seit 2019 ist die Band mit anderen Musikern besetzt.

## Bandgeschichte
Die Bandmitglieder lernten sich 1998 beim Engagement für das Musical Cats kennen und wurden dort von Thomas M. Stein entdeckt. 2000 schafften sie es mit der von Alex Christensen produzierten Single Around the World (La La La La La) (Coverversion des Hits Pesenka von Ruki wwerch aus dem Jahre 1998) auf Platz 1 der deutschen Charts und erhielten 2001 den Echo als bester Dance Act. 2002 wurden sie vom DJ ATB aufgrund des Namens der Band verklagt, so dass sich die Band in A Touch of Class umbenannte. Aufgrund des geringen Erfolgs des zweiten Albums Touch the Sky löste sich die Band 2003 auf.
Am 20. Oktober 2007 traten die zwei männlichen Bandmitglieder bei der ultimativen Chartshow auf RTL auf, wo sie das Lied Around the World live sangen.
Aktuell leben Joe, Livio und Tracey in England, während Sarah in Australien lebt. Die vier Band-Mitglieder stehen noch immer in gutem Kontakt zueinander.
Nachdem der niederländische Produzent R3hab 2019 große Erfolge mit der Neuauflage von All Around the World (La La La) erzielt hatte, wurde unter der Leitung von Gabriela Gottschalk, ehemaliges Mitglied der Hot Banditoz, die Band komplett neu besetzt. Die Neubesetzung trat am 7. August 2022 erstmals im TV im ZDF-Fernsehgarten auf. Am 25. März 2023 hatten sie einen weiteren Live-Auftritt in der Veltins-Arena auf Schalke, auf der 90live-Tour vor etwa 32.000 Menschen.

## Diskografie

### Studioalben
| Jahr | Titel Musiklabel               | Höchstplatzierung, Gesamtwochen, AuszeichnungChartplatzierungen (Jahr, Titel, Musiklabel, Platzierungen, Wochen, Auszeichnungen, Anmerkungen) | Höchstplatzierung, Gesamtwochen, AuszeichnungChartplatzierungen (Jahr, Titel, Musiklabel, Platzierungen, Wochen, Auszeichnungen, Anmerkungen) | Höchstplatzierung, Gesamtwochen, AuszeichnungChartplatzierungen (Jahr, Titel, Musiklabel, Platzierungen, Wochen, Auszeichnungen, Anmerkungen) | Höchstplatzierung, Gesamtwochen, AuszeichnungChartplatzierungen (Jahr, Titel, Musiklabel, Platzierungen, Wochen, Auszeichnungen, Anmerkungen) | Anmerkungen                                                |
| Jahr | Titel Musiklabel               | DE | AT | CH | US | Anmerkungen                                                |
| ---- | ------------------------------ | --- | --- | --- | --- | ---------------------------------------------------------- |
| 2000 | Planet Pop Kingsize Records    | DE11 Gold · (23 Wo.)DE | AT46 (1 Wo.)AT | CH47 (11 Wo.)CH | US73 (11 Wo.)US | Erstveröffentlichung: 6. November 2000 Verkäufe: + 150.000 |
| 2003 | Touch the Sky Kingsize Records | DE97 (1 Wo.)DE | — | — | — | Erstveröffentlichung: 24. März 2003                        |

### Singles
| Jahr | Titel Album                                         | Höchstplatzierung, Gesamtwochen, AuszeichnungChartplatzierungen (Jahr, Titel, Album, Platzierungen, Wochen, Auszeichnungen, Anmerkungen) | Höchstplatzierung, Gesamtwochen, AuszeichnungChartplatzierungen (Jahr, Titel, Album, Platzierungen, Wochen, Auszeichnungen, Anmerkungen) | Höchstplatzierung, Gesamtwochen, AuszeichnungChartplatzierungen (Jahr, Titel, Album, Platzierungen, Wochen, Auszeichnungen, Anmerkungen) | Höchstplatzierung, Gesamtwochen, AuszeichnungChartplatzierungen (Jahr, Titel, Album, Platzierungen, Wochen, Auszeichnungen, Anmerkungen) | Höchstplatzierung, Gesamtwochen, AuszeichnungChartplatzierungen (Jahr, Titel, Album, Platzierungen, Wochen, Auszeichnungen, Anmerkungen) | Anmerkungen                                                          |
| Jahr | Titel Album                                         | DE | AT | CH | UK | US | Anmerkungen                                                          |
| ---- | --------------------------------------------------- | --- | --- | --- | --- | --- | -------------------------------------------------------------------- |
| 2000 | Around the World (La La La La La) Planet Pop        | DE1 Platin · (23 Wo.)DE | AT1 Gold · (17 Wo.)AT | CH1 Gold · (26 Wo.)CH | UK15 Silber · (5 Wo.)UK | US28 (18 Wo.)US | Erstveröffentlichung: 22. Mai 2000 Verkäufe: + 915.000               |
| 2000 | My Heart Beats Like a Drum (Dam Dam Dam) Planet Pop | DE3 Gold · (15 Wo.)DE | AT6 (17 Wo.)AT | CH21 (17 Wo.)CH | — | — | Erstveröffentlichung: 4. September 2000 Verkäufe: + 250.000          |
| 2000 | Thinking of You Planet Pop                          | DE46 (9 Wo.)DE | — | CH51 (8 Wo.)CH | — | — | Erstveröffentlichung: 4. Dezember 2000                               |
| 2001 | Why Oh Why Planet Pop                               | DE16 (13 Wo.)DE | AT16 (16 Wo.)AT | CH64 (12 Wo.)CH | — | — | Erstveröffentlichung: 12. Februar 2001                               |
| 2001 | I’m in Heaven (When You Kiss Me) Touch the Sky      | DE22 (11 Wo.)DE | AT27 (15 Wo.)AT | CH31 (13 Wo.)CH | — | — | Erstveröffentlichung: 29. Oktober 2001                               |
| 2002 | Set Me Free Touch the Sky                           | DE44 (8 Wo.)DE | — | — | — | — | Erstveröffentlichung: 3. Juni 2002                                   |
| 2003 | New York City Touch the Sky                         | DE81 (1 Wo.)DE | — | — | — | — | Erstveröffentlichung: 3. März 2003                                   |
| 2019 | Around the World (La La La La La) –                 | DE29 Platin · (25 Wo.)DE | AT35 ×2Doppelplatin · (16 Wo.)AT | CH39 Platin · (22 Wo.)CH | UK— GoldUK | US— GoldUS | Erstveröffentlichung: 5. April 2019 Verkäufe: + 1.915.000; mit R3hab |

## Auszeichnungen für Musikverkäufe
| Silberne Schallplatte - Frankreich - 2000: für die Single Around the World (La La La La La) Goldene Schallplatte - Belgien - 2000: für die Single Around the World (La La La La La) - 2019: für die Single All Around the World (La La La) (R3hab × A Touch of Class) - Portugal - 2022: für die Single All Around the World (La La La) (R3hab × A Touch of Class) - Schweden - 2000: für die Single Around the World (La La La La La) Platin-Schallplatte - Italien - 2021: für die Single All Around the World (La La La) (R3hab × A Touch of Class) - Mexiko - 2021: für die Single All Around the World (La La La) (R3hab × A Touch of Class) - Niederlande - 2019: für die Single All Around the World (La La La) (R3hab × A Touch of Class) - Spanien - 2024: für die Single All Around the World (La La La) (R3hab × A Touch of Class) | 2× Platin-Schallplatte - Brasilien - 2024: für die Single All Around the World (La La La) (R3hab × A Touch of Class) - Dänemark - 2025: für die Single All Around the World (La La La) (R3hab × A Touch of Class) - Kanada - 2023: für die Single All Around the World (La La La) (R3hab × A Touch of Class) - Polen - 2024: für die Single All Around the World (La La La) (R3hab × A Touch of Class) - Schweden - 2021: für die Single All Around the World (La La La) (R3hab × A Touch of Class) Diamantene Schallplatte - Frankreich - 2025: für die Single All Around the World (La La La) (R3hab × A Touch of Class) |

Anmerkung: Auszeichnungen in Ländern aus den Charttabellen bzw. Chartboxen sind in ebendiesen zu finden.
| Land/RegionAuszeichnungen für Musikverkäufe (Land/Region, Auszeichnungen, Verkäufe, Quellen) | Silber     | Gold       | Platin       | Diamant  | Verkäufe  | Quellen              |
| -------------------------------------------------------------------------------------------- | ---------- | ---------- | ------------ | -------- | --------- | -------------------- |
| Belgien (BRMA)                                                                               | —          | 2× Gold2   | —            | —        | 45.000    | ultratop.be          |
| Brasilien (PMB)                                                                              | —          | —          | 3× Platin3   | —        | 120.000   | pro-musicabr.org.br  |
| Dänemark (IFPI)                                                                              | —          | —          | 2× Platin2   | —        | 180.000   | ifpi.dk              |
| Deutschland (BVMI)                                                                           | —          | 2× Gold2   | 2× Platin2   | —        | 1.300.000 | musikindustrie.de    |
| Frankreich (SNEP)                                                                            | Silber1    | —          | —            | Diamant1 | 458.333   | infodisc.fr          |
| Italien (FIMI)                                                                               | —          | —          | Platin1      | —        | 70.000    | fimi.it              |
| Kanada (MC)                                                                                  | —          | —          | 2× Platin2   | —        | 160.000   | musiccanada.com      |
| Mexiko (AMPROFON)                                                                            | —          | —          | Platin1      | —        | 60.000    | amprofon.com.mx      |
| Niederlande (NVPI)                                                                           | —          | —          | Platin1      | —        | 80.000    | nvpi.nl              |
| Österreich (IFPI)                                                                            | —          | Gold1      | 2× Platin2   | —        | 85.000    | ifpi.at              |
| Polen (ZPAV)                                                                                 | —          | —          | 2× Platin2   | —        | 100.000   | olis.pl              |
| Portugal (AFP)                                                                               | —          | Gold1      | —            | —        | 5.000     | Einzelnachweise      |
| Schweden (IFPI)                                                                              | —          | Gold1      | 2× Platin2   | —        | 175.000   | sverigetopplistan.se |
| Schweiz (IFPI)                                                                               | —          | Gold1      | Platin1      | —        | 45.000    | hitparade.ch         |
| Spanien (Promusicae)                                                                         | —          | —          | Platin1      | —        | 60.000    | elportaldemusica.es  |
| Vereinigte Staaten (RIAA)                                                                    | —          | Gold1      | —            | —        | 500.000   | riaa.com             |
| Vereinigtes Königreich (BPI)                                                                 | Silber1    | Gold1      | —            | —        | 600.000   | bpi.co.uk            |
| Insgesamt                                                                                    | 2× Silber2 | 10× Gold10 | 20× Platin20 | Diamant1 |           |                      |